# Jean-Claude Gayssot
Jean-Claude Gayssot (6 de setembre de 1944, Besiers, Hérault) és un polític francès. Membre del Partit Comunista Francès (PCF), fou Ministre de Transport amb el govern de Lionel Jospin (Partit Socialista) de 1997 a 2002. Va donar el seu nom a la Llei Gayssot, que reprimeix la denegació d'Holocaust i parlar a favor de la discriminació racial. Juntament amb el ministre del medi ambient Dominique Voynet, fou el promotor de la Llei de 13 de desembre de 2000 anomenada "per la solidarité et enouvellement urbains" (SRU) en el camp de l'edifici residencial públic i la planificació urbana. Al llarg de la seva carrera ha ocupat diversos càrrecs, com el de diputat a l'Assemblea Nacional, Conseller Regional i Alcalde.

## Remissions
1. ↑  Bleich, Erik. Race politics in Britain and France: ideas and policymaking since the 1960s.  Cambridge University Press, 2003, p. 142. ISBN 978-0-521-00953-9.